# Füzuli (district)
Füzuli (ook geschreven als Fuzuli) is een district in Azerbeidzjan.
Füzuli telt 119.500 inwoners (01-01-2012) op een oppervlakte van 1386 km²; de bevolkingsdichtheid is dus 86,2 inwoners per km².